# Ettore Bastianini
Ettore Bastianini (Siena, 24 de septiembre de 1922 - Sirmione, 25 de enero de 1967) fue un barítono italiano considerado uno de los mejores exponentes de su cuerda en la década 50-60.

## Trayectoria
Poseedor de una de las voces de barítono más impresionantes de su época suscitó adoración por parte de sus fanáticos aunque reservas por parte de la crítica que lo veía desprovisto de teatralidad. Su timbre bruñido y caudaloso lo convirtieron en el heredero del gran Titta Ruffo.
Dotado de una voz oscura que en un principio se creyó de bajo, de hecho sus primeras actuaciones fueron en este registro vocal, fue uno de los mejores representantes del barítono verdiano (para la representación de óperas de Verdi), sobresaliendo como Rigoletto, Amonasro en Aida, Carlo di Vargas, Germont de La traviata, el Conde de Luna en Il trovatore, Posa en Don Carlo, Renato en Un ballo in maschera y otros como Figaro en El barbero de Sevilla, Barnaba en La gioconda, Alfio en Cavalleria Rusticana o Gerard en Andrea Chénier, considerándoselo en su momento el rival de Tito Gobbi.
Debutó en Rávena en 1945 como Colline en La Boheme de Puccini Su carrera lo llevó a actuar en todos los teatros de Italia, en Egipto, Venezuela, en la Wiener Staatsoper entre 1954-63, en el Festival de Salzburgo, el Metropolitan Opera (1953), la Lyric Opera of Chicago (1956), el Covent Garden (1962) y otros.
Fue diagnosticado con cáncer de garganta en 1962 pero siguió actuando. Sus actuaciones fueron perdiendo calidad y en 1965 fue abucheado durante una función de Tosca. 
Murió en enero de 1967 de cáncer cerebral a los 45 años.
Una calle en Siena lleva su nombre.

## Discografía principal
- F. Cilea: Adriana Lecouvreur. Con Magda Olivero, Giulietta Simionato, Franco Corelli-Mario Rossi. 1958.

- G. Donizetti: La Favorita. Con Giulietta Simionato, Jerome Hines, Gianni Poggi. - Dir. Alberto Erede. Decca 1955.

- G. Donizetti: Poliuto. Con Maria Callas, Franco Corelli. - Dir. Antonino Votto. Scala 1960.

- U. Giordano: Andrea Chénier. Con Renata Tebaldi, Mario del Monaco. - Gianandrea Gavazzeni. Decca Roma 1957.

- P. Mascagni: Cavalleria Rusticana. Con Renata Tebaldi,  Jussi Bjoerling. - Alberto Erede. Decca Roma 1957.

- A. Ponchielli: La Gioconda. Con Anita Cerquetti, Giulietta Simionato, Mario del Monaco. -Gianandrea Gavazzeni, Decca, 1957.

- G. Puccini: La Bohème. Con Renata Tebaldi, Carlo Bergonzi. - Tullio Serafin. Decca Roma 1958.

- G. Rossini: Il Barbiere di Siviglia. Con Giulietta Simionato, Cesare Siepi, Fernando Corena. - Alberto Erede. Decca 1956.

- G. Verdi: Un Ballo in Maschera. Con Maria Callas, Giuseppe di Stefano. - Gianandrea Gavazzeni.Scala 1957

- G. Verdi: Un Ballo in Maschera. Con Anita Cerquetti, Gianni Poggi, Ebe Stigani. - Emidio Tieri. Teatro Comunale. Florencia 1957

- G. Verdi: La Battaglia di Legnano. Con Franco Corelli, Antonietta Stella. - Gianandrea Gavazzeni.Scala 1961.

- G. Verdi: Don Carlo. Con Sena Jurinac, Giulietta Simionato, Eugenio Fernandi, Cesare Siepi. - Herbert von Karajan. 1958.

- G.Verdi: Don Carlo. Con Boris Christoff, Antonietta Stella, Fiorenza Cossotto-  Gabriele Santini. 1961.

- G. Verdi: Ernani. Con Anita Cerquetti, Mario del Monaco, Boris Christoff. - Dmitri Mitropoulos.Firenze 1957.

- G. Verdi: La Forza del Destino. Con Renata Tebaldi, Mario del Monaco, Giulietta Simionato, Cesare Siepi.- Molinari Pradelli. Decca 1959.

- G. Verdi: Nabucco. Con Mirella Parutto, Luigi Ottolini. - Fabrizio Bartoletti. 1961.

- G. Verdi: Rigoletto. Con Renata Scotto, Alfredo Kraus. - Gianandrea Gavazzeni.  1960.

- G. Verdi: La Traviata. Con Maria Callas, Giuseppe di Stefano. - Carlo Maria Giulini. Scala 1955.

- G.Verdi: La Traviata. Con Renata Scotto, Gianni Raimondi - Antonino Votto, 1962

- G. Verdi: Il Trovatore. Con Leontyne Price, Franco Corelli, Giulietta Simionato.-Herbert von Karajan.
- G. Verdi: Il Trovatore. Con Carlo Bergonzi, Antonietta stella, Fiorenza Cossotto, Ivo Vinco.- Scala, Tullio Serafin. DG 1963